# Siseme
Siseme is een geslacht van vlinders uit de familie van de prachtvlinders (Riodinidae), onderfamilie Riodininae.
Siseme werd in 1851 voor het eerst wetenschappelijk beschreven door Westwood.

## Soorten
Siseme omvat de volgende soorten:
- S. alectryo Westwood, 1851
- S. aristoteles (Latreille, 1809)
- S. atrytone Thieme, 1907
- S. hellotis Thieme, 1907
- S. hothurus Berg, 1882
- S. luculenta Erschoff, 1874
- S. militaris (Hopffer, 1874)
- S. neurodes (Ménétries, 1857)
- S. nigrescens Mengel, 1899
- S. pallas (Latreille, 1809)
- S. peculiaris H. Druce, 1904
- S. pedias Godman, 1903
- S. pseudopallas Weymer, 1890